# Andrea Santarelli
Andrea Santarelli (ur. 3 czerwca 1993 w Foligno) – włoski szpadzista, srebrny medalista olimpijski i trzykrotny medalista mistrzostw świata.
Walczy prawą ręką. W 2009 roku zdobył brąz w indywidualnej rywalizacji kadetów na mistrzostwach świata juniorów w Belfaście. Na rozgrywanych rok później mistrzostwach świata juniorów w Baku był drugi drużynowo. W tej samej konkurencji zdobył złoto na mistrzostwach świata juniorów w Jordanii (2011) i kolejne srebro na mistrzostwach świata juniorów w Moskwie (2012). Ponadto był najlepszy drużynowo i trzeci indywidualnie na mistrzostwach świata juniorów w Poreču (2013).
Wystartował na igrzyskach olimpijskich w Rio de Janeiro w 2016 roku, gdzie Włosi w składzie: Marco Fichera, Enrico Garozzo, Paolo Pizzo i Andrea Santarelli wywalczyli srebrny medal drużynowo. W rywalizacji indywidualnej nie startował. Na rozgrywanych w 2021 roku igrzyskach olimpijskich w Tokio zajął czwarte miejsce indywidualnie, przegrywając walkę o brązowy medal z Ukraińcem Ihorem Rejzlinem 12:15. W zawodach drużynowych zajął tam siódme miejsce.
Podczas mistrzostw świata w Budapeszcie w 2019 roku zdobył brązowy medal w turnieju indywidualnym. Wyprzedzili go jedynie Węgier Gergely Siklósi i Rosjanin Siergiej Bida. Na rozgrywanych trzy lata później mistrzostwach świata w Kairze wspólnie z Gabriele Ciminim, Davide Di Verolim i Federico Vismarą zdobył srebro drużynowo. Ponadto na mistrzostwach świata w Mediolanie w 2023 roku Cimini, Di Veroli, Santarelli i Vismara zdobyli drużynowo złoty medal.
Drużynowo zdobył także srebro na mistrzostwach Europy w Toruniu (2016), brąz na mistrzostwach Europy w Nowym Sadzie (2018) i złoto na mistrzostwach Europy w Antalyi (2022). Był również drugi indywidualnie na mistrzostwach Europy w Düsseldorfie (2019).
Ponadto zdobywał drużynowo brązowe medale na igrzyskach europejskich w Baku (2015) i igrzyskach europejskich w Krakowie (2023).